# تل جبارة
تل جبارة أو تليل جبارة هو تل في ناحية الفضلية بقضاء سوق الشيوخ بمحافظة ذي قار جنوب العراق. وهو موقع أثري، من العهد البابلي الحديث والعهد والأخميني.